# Chroom(III)nitride
Chroom(III)nitride is een anorganische verbinding van chroom en stikstof, met als brutoformule CrN. De stof komt voor als een zeer hard en corrosie-bestendig zwart poeder, dat onoplosbaar is in water.

## Synthese
Chroom(III)nitride kan bereid worden door reactie van metallisch chroom met stikstofgas bij 800°C:
{\displaystyle {\ce {2Cr + N2 -> 2CrN}}}